# Birkat hammazon
Birkat Hamazon er den jødiske bordbøn. Denne skal læses efter indtagelse af måltider. Ved "måltider" forstås (i den religiøse jødedom), at man spiser brød, hvis volumen er større end en oliven.
Den jødiske regel, om at man skal læse bordbøn, står ganske særligt frem mellem andre jødiske bønner. Det er nemlig den eneste bøn, hvis basis findes i Tora, og buddet, om at man skal takke for maden, regnes derfor som guddommeligt.

Helt præcist står der i 5. Mosebog kapitel 8, vers 10:

Du skal spise, og du skal blive mæt. Og du skal takke Herren, din Gud, for det gode land, som han har givet dig.
(da skal du spise dig mæt og prise Herren din Gud for det herlige land, han har givet dig.)